# Ludwig Richter (Literaturwissenschaftler)
Ludwig Richter (* 29. März 1934 in Waltersdorf bei Zittau; † 17. Juli 2022 in Berlin) war ein deutscher Slawist und Literaturwissenschaftler.

## Leben
Richter legte am Gymnasium Zittau 1952 das Abitur ab und studierte anschließend bis 1956 Slawistik an der Universität Leipzig. Er arbeitete zunächst als Übersetzer und Dolmetscher an der Deutschen Bauakademie in Berlin, bevor er sich ab 1958 als Mitarbeiter des Osteuropahistorikers Eduard Winter der Erforschung deutsch-slawischer Wissenschafts- und Kulturbeziehungen zuwandte. Im Jahr 1963 promovierte er an der Humboldt-Universität zu Berlin über deutsch-tschechisch-slowakische Kulturbeziehungen im 17./18. Jahrhundert. Von 1967 bis 1991 war Richter als Wissenschaftlicher Mitarbeiter und später Forschungsgruppenleiter im Institut für Slawistik und im Zentralinstitut für Literaturgeschichte der Akademie der Wissenschaften der DDR (AdW) tätig. Hier widmete er sich namentlich der Geschichte der slowakischen Literatur, mit Schwerpunkt auf Entwicklungsprozessen im 19. und 20. Jahrhundert; zudem verantwortete er mehrere interphilologische Kollektivprojekte. Im Jahr 1979 habilitierte er sich mit einer Monographie zu Entwicklungstrends in der slowakischen Literatur seit dem Vormärz zum Dr. sc. phil.; im Jahr 1985 wurde ihm die Professur für Slowakistik und Bohemistik verliehen. Nach Auflösung der AdW wirkte Richter 1992 bis 1995 als Projektleiter im Forschungsschwerpunkt Geschichte und Kultur Ostmitteleuropas und anschließend bis 1999 im Geisteswissenschaftlichen Zentrum Geschichte und Kultur Ostmitteleuropas e. V. in Leipzig. An der Universität Leipzig lehrte er zwischen 1996 und 2002 slowakische Literaturgeschichte.
Richter war überdies Übersetzer aus dem Slowakischen und Tschechischen sowie Herausgeber von fünf Prosaanthologien: Feuerzeichen. Erzählungen über den Slowakischen Nationalaufstand (Berlin 1969, mit Anneliese Gladrow); Der steinerne Brunnen. Slowakische Erzählungen (Leipzig 1979); Das Abenteuer der alten Dame. Tschechische Erzählungen 1918−1945 (Leipzig 1982, 1985); Der durchbrochene Kreis. Slowakische Erzählungen 1918−1945 (Leipzig 1983); Ein Prager Sherlock Holmes. Tschechische Humoresken (Berlin 1984).
Als namhafter Slowakist wurde er mit dem internationalen Studienband Slowakische Kultur und Literatur im Selbst- und Fremdverständnis geehrt. Im Organ des Slowakischen Schriftstellerverbandes erschien anlässlich des 80. Jubiläums ein umfangreiches Exklusivinterview.
Ludwig Richter starb im Alter von 88 Jahren.

## Auszeichnungen
- Pavol-Országh-Hviezdoslav-Preis des Slowakischen Schriftstellerverbandes (1979)
- Goldene Plakette des Ministeriums für Auswärtige Angelegenheiten der Slowakischen Republik (2004)
- Ehrenmitgliedschaft im Slowakischen Schriftstellerverband (2016)[4]

## Veröffentlichungen (Auswahl)
- Das Zittauer Gymnasium als Mittler tschechischslowakisch-deutscher Wissenschafts- und Kulturbeziehungen in der Periode des Wirkens von Christian Weise und Christian Pescheck 1678–1744 (Diss.), Berlin 1963
- Slowakische Literatur. Entwicklungstrends vom Vormärz bis zur Gegenwart, Berlin 1979
- Dass. als Reprint (E-Book), Berlin, Boston 2022, ISBN 978-3-11-264710-3[5]
- Als Mitherausgeber: Literatur im Wandel. Entwicklungen in europäischen sozialistischen Ländern 1944/45–1980, Berlin/Weimar 1986, ISBN 3-351-00194-0
- Hrsg. mit Heinrich Olschowsky: Literaturen Ost- und Südosteuropas: ein Sachwörterbuch, Leipzig 1990, ISBN 3-323-00322-5
- Hrsg. mit Heinrich Olschowsky: Im Dissens zur Macht. Samizdat und Exilliteratur der Länder Ostmittel- und Südosteuropas. Berlin 1995, ISBN 3-05-002629-4
- Slowakische Literatur in deutschen Übersetzungen. Eine Bibliographie der Buchveröffentlichungen 1900–1998, Martin 1999, ISBN 80-7090-531-X
- Šmatlák, Stanislav; Petrík, Vladimír; Richter, Ludwig: Geschichte der slowakischen Literatur und ihrer Rezeption im deutschen Sprachraum (übersetzt aus dem slowak. Ms. und wiss. Red. der dt. Fassung: Ludwig Richter), Bratislava 2003, ISBN 80-88878-83-7
- Der Briefwechsel zwischen Bohuslav Balbín und Christian Weise 1678–1688. Lateinisch-deutsche Ausgabe (hrsg., eingeleitet und kommentiert von Ludwig Richter), Stuttgart 2010, ISBN 978-3-515-09688-1